# Padaiveedu
Padaiveedu es una ciudad y nagar Panchayat situada en el distrito de Namakkal en el estado de Tamil Nadu (India). Su población es de 10451 habitantes (2011).

## Demografía
Según el censo de 2011 la población de Padaiveedu era de 10451 habitantes, de los cuales 5238 eran hombres y 5213 eran mujeres. Padaiveedu tiene una tasa media de alfabetización del 69,83%, inferior a la media estatal del 80,09%: la alfabetización masculina es del 79,44%, y la alfabetización femenina del 60,14%.